# Soricomys leonardocoi
Soricomys leonardocoi — гризун із роду Soricomys, що мешкає на острові Лусон на півночі Філіппін. Живе в тропічних вологих гірських і мохових лісах. Здається, він активний і вдень, і вночі.